# Хайкин Аврам Йосипович
Авра́м (Абрам) Йо́сипович Ха́йкин (або Хайкін, *1900 — †1943) — бандурист зі Слобожанщини, учень Корнієвського. Був страчений гітлерівцями в 1943 році (з ним загинули дружина і троє дітей).
Хайкин був унікальний між бандуристами, бо грав на бандурі єврейську музику. Часто виступав із Корнієвським аж до його арешту.